# Les bronzés
Les bronzés (letteralmente Gli abbronzati) è un film del 1978 diretto da Patrice Leconte.
Il film ha due sequel: Les bronzés font du ski (1979) e Les bronzés 3: amis pour la vie (2006), anche questi diretti da Patrice Leconte.